# Caldwell (Kansas)
Caldwell és una població dels Estats Units a l'estat de Kansas. Segons el cens del 2000 tenia 1.284 habitants.

## Demografia
Segons el cens del 2000, Caldwell tenia 1.284 habitants, 574 habitatges, i 328 famílies. La densitat de població era de 450,7 habitants per km².
Dels 574 habitatges en un 25,8% hi vivien nens de menys de 18 anys, en un 48,8% hi vivien parelles casades, en un 6,4% dones solteres, i en un 42,7% no eren unitats familiars. En el 40,6% dels habitatges hi vivien persones soles el 23% de les quals corresponia a persones de 65 anys o més que vivien soles. El nombre mitjà de persones vivint en cada habitatge era de 2,14 i el nombre mitjà de persones que vivien en cada família era de 2,88.
Per edats la població es repartia de la següent manera: un 21,7% tenia menys de 18 anys, un 6,1% entre 18 i 24, un 20,8% entre 25 i 44, un 22,7% de 45 a 60 i un 28,7% 65 anys o més.
L'edat mediana era de 46 anys. Per cada 100 dones de 18 o més anys hi havia 81,6 homes.
La renda mediana per habitatge era de 26.991 $ i la renda mediana per família de 39.931 $. Els homes tenien una renda mediana de 31.346 $ mentre que les dones 19.453 $. La renda per capita de la població era de 17.340 $. Entorn del 9,3% de les famílies i el 15,5% de la població estaven per davall del llindar de pobresa.

## Poblacions més properes
El següent diagrama mostra les poblacions més properes.